# Eisenhut
Eisenhut (2441 m n. m.) je hora v Gurktalských Alpách v rakouské spolkové zemi Štýrsko. Nachází se nad vesnicí Turrach asi 5 km severovýchodně od průsmyku Turracher Höhe (1795 m n. m.) a asi 15 km jihovýchodně od městečka Tamsweg. Pod východními svahy hory se rozkládá jezero Dieslingsee. Eisenhut je nejvyšším bodem Gurktalských Alp.
Na vrchol hory lze vystoupit ze dvou směrů po značené turistické trase č. 129, nejjednodušeji patrně od samoty Hannebauer (1161 m n. m.).